# Oxybelus mandibularis
Oxybelus mandibularis är en stekelart som beskrevs av Anders Gustav Dahlbom 1845. Oxybelus mandibularis ingår i släktet Oxybelus, och familjen Crabronidae. Arten är reproducerande i Sverige.